# Dioon caputoi
Dioon caputoi är en kärlväxtart som beskrevs av De Luca, Sabato och Vásq. Torres. Dioon caputoi ingår i släktet Dioon och familjen Zamiaceae. IUCN kategoriserar arten globalt som starkt hotad. Inga underarter finns listade i Catalogue of Life.

## Bildgalleri

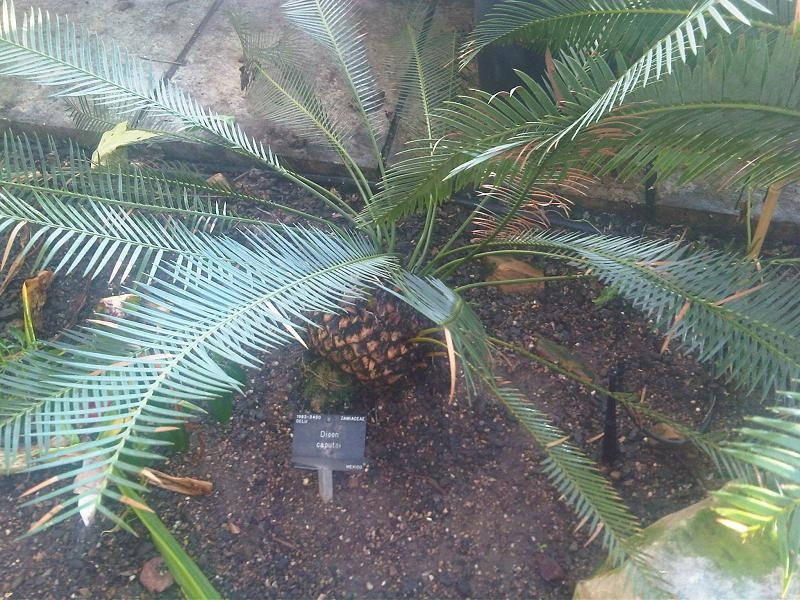
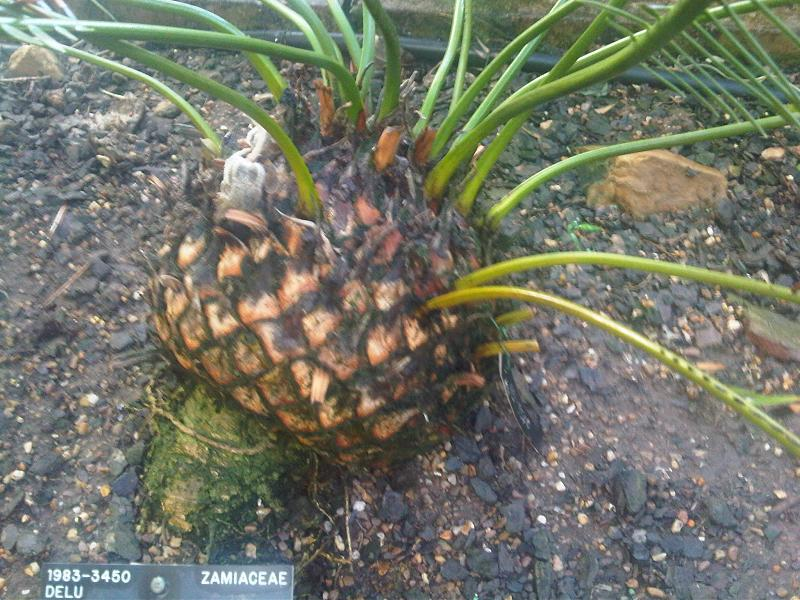
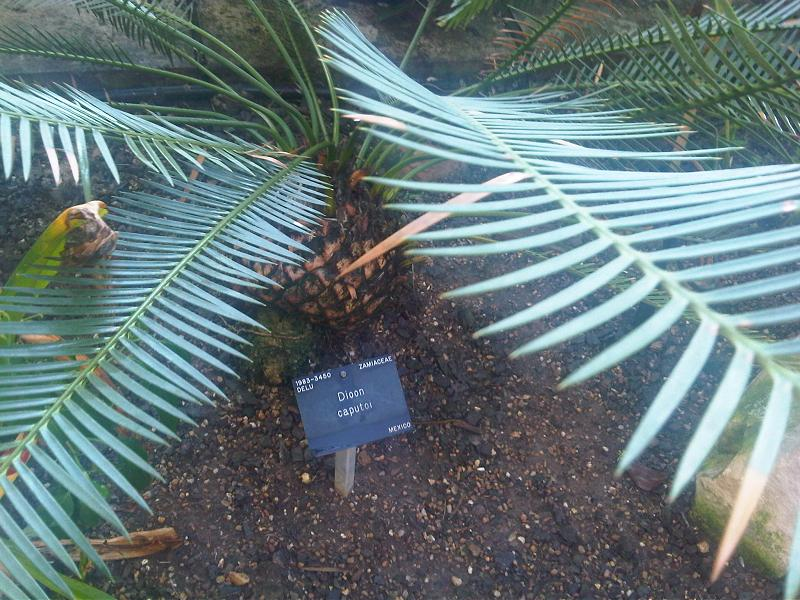